# Diaphorus biroi
Diaphorus biroi är en tvåvingeart som beskrevs av Kertesz 1901. Diaphorus biroi ingår i släktet Diaphorus och familjen styltflugor. Inga underarter finns listade i Catalogue of Life.